# Creaționism
Creaționismul este credința că Dumnezeu a creat formele fundamentale de viață. Creaționismul nu este știință, ci fie teologie, fie pseudoștiință. Până pe la mijlocul secolului al XIX-lea, practic toată lumea în Occident credea relatarea biblică a creației. După ce Charles Darwin a propus în Originea Speciilor (1859) evoluția naturală a formelor de viață, creaționismul a început să piardă teren, acest fapt fiind în special adevărat printre oamenii de știință care în majoritate pe la finele deceniului 7 al secolului al XIX-lea îmbrățișaseră deja o formă de evoluție biologică (cum spune Jacques Godbout, "trebuie amintit elevilor că dușmanii credincioșilor sunt în primul rând microscopul și telescopul"). Creștinii conservatori, pe de altă parte, au rămas atașați ideii de creație.
Creaționismul este credința că universul și toate formele de viață au fost create de Dumnezeu sau de o altă formă de inteligență extra-terestră. Creaționiștii biblici acceptă relatarea din Cartea Facerii (Geneză), potrivit căreia Dumnezeu creează totul în 6 zile, pe când adepții creaționismului științific cred că un creator a făcut tot ce există, aceștia putând însă să respingă teza creației în 6 zile ca fiind relatarea istorică a procesului.
Denumirea de Creaționism provine din limba latină creatio, creationis care înseamnă creație.

## Definiții ale creaționismului
- Creaționismul este credința care afirmă că universul, omul și celelalte forme de viață au fost create de Dumnezeu.[13]
- Creaționismul este credința că Dumnezeu a creat în mod miraculos formele fundamentale de viață.[14]
- Creaționismul este o sumă de concepte teologice care postulează faptul că Universul a fost creat de un zeu suprem, care se află în afara Universului (un Creator), în afara legilor lui. Unele versiuni de creaționism se află în contradicție cu teoria evoluției.
- Creaționismul susține că viața a apărut prin voința unei sau mai multor ființe supranaturale. Unele versiuni de creaționism susțin că lumea a apărut în întreaga ei diversitate, complexitate și integralitate funcțională a tuturor nivelelor sale. Aceste proprietăți rezultă din actul unic al creației și nu pot fi imitate fără intervenție supranaturală. Aceasta este o teorie aflată în concordanță cu perceptele majorității religiilor lumii (creștinism, mahomedanism, mozaism etc.).[15]
- Creaționismul este o concepție teologică potrivit căreia sufletul fiecărui individ provine, prin creație nemijlocită, de la Dumnezeu, afirmându-se astfel că sufletul este un principiu deosebit de trup.[16][17]
- Concepție teologică potrivit căreia lumea (mai ales ființele vii) ar fi fost creată (din nimic) de Dumnezeu, reprezentată în biologie de C. Linné și G. Cuvier ș. a.[18]

Denumirea de Creaționism provine din limba latină creatio, creationis care înseamnă creație.

## Creaționismul ca termen religios
Creaționismul, într-o formă sau alta, este un concept comun tuturor religiilor vechi. De asemenea, el apare și în majoritatea religiilor noi. Cu toate acestea, deosebirile asupra perspectivei creaționiste sunt foarte mari.
Astfel, Legea lui Manu și hinduismul în general, ca și multe curente filozofice grecești antice, mitologia greacă ș.a. pornesc de la ideea existenței unei materii primordiale din care este format (zidit, după o expresie biblică) Universul actual. În unele din religiile și filozofiile creaționiste axate pe ideea "materiei primordiale" există o intenționalitate specifică în crearea Universului (un Demiurg personal), în altele nu; de asemenea, există trepte intermediare (zeități care prin relațiile dintre ele ajung să formeze Universul).
În contrast cu acestea, creștinismul tradițional și cel fundamentalist, islamul și mozaismul, precum și alte religii, pornesc de la ideea existenței unui Dumnezeu (Allah/Iahveh) perfect, care creează universul din nimic. Orice lucrare ulterioară genezei este în mod preferabil numită "zidire", fiind bazată pe ceea ce a fost deja creat. Ortodoxia definește foarte detaliat creația.
De remarcat că doctrina creării lumii din nimic (creatio ex nihilo) nu este o doctrină biblică, ea apărând abia în secolul al II-lea e.n., deși unii cercetători susțin că acesta nu e un motiv de a crede că nu este o doctrină biblică. John H. Walton explică în “Pierduta Lume A Facerii I” că în antichitatea orientală în care au trăit și cei care au scris Vechiul Testament, ceva începea să existe nu când dobândea proprietăți fizice (adică de când apărea ca obiect fizic), ci de când căpăta o funcție (ontologie funcțională). Conform lui Walton, interpretările tardive în sensul unei ontologii materialiste (cum e și creația din nimic) sunt simple anacronisme.

## Legătura creaționism - evoluționism
Unele versiuni de creaționism se află în contradicție cu teoria evoluției.
Există variante creaționiste care admit o evoluție de la forma în care a fost creată inițial lumea la cea actuală și care dezbat atât realitatea acestei evoluții, cât și eventuala ei desfășurare pe baza unor principii mecaniciste sau a intervenției divine directe.

## Tipuri de creaționism
Principalele forme de creaționism sunt:
- Creaționismul biblic
- Creaționism evoluționist
- Creaționism științific

Fiecare are propriile sale variante și sub-variante.
Creaționismul acoperă un spectru mare de credințe care au fost categorisite mai jos:
|                                                   | Umanitate                                                      | Specii biologice                                          | Pământ                                                                     | Univers                      |
| Young Earth creationism                           | Creat direct de către Dumnezeu.                                | Creat direct de către Dumnezeu. Macroevoluția nu are loc. | < 10,000 ani. A ajuns la forma actuală din cauza potopului.                | Nu exista un consens.        |
| Young Earth creationism (creationist cosmologies) | Creat direct de către Dumnezeu.                                | Creat direct de către Dumnezeu. Macroevoluția nu are loc. | < 10,000 ani. A ajuns la forma actuală din cauza potopului.                | < 10,000 ani.                |
| Gap creationism                                   | Creat direct de către Dumnezeu.                                | Creat direct de către Dumnezeu. Macroevoluția nu are loc. | Vârstă acceptată științific. A ajuns la forma actuală din cauza potopului. | Vârstă acceptată științific. |
| Progressive creationism                           | Creat direct de către Dumnezeu. (bazat pe anatomia primatelor) | Direct creation + evolution. Nu există un strămoș comun.  | Vârstă acceptată științific. Nu a existat potopul.                         | Vârstă acceptată științific. |
| Theistic evolution                                | Evoluție din primate.                                          | Evoluție dintr-un singur strămoș comun.                   | Vârstă acceptată științific. Nu a existat potopul.                         | Vârstă acceptată științific. |
| Intelligent design                                | N/A                                                            | Intervenția divină la un moment dat.                      | N/A                                                                        | N/A                          |

## Critica științifică
Știința este un sistem de cunoștințe bazat pe observație, dovezi empirice, explicații testabile și predicții ale fenomenelor naturale. Prin contrast, creaționismul este bazat pe interpretarea literală a povestirilor anumitor texte religioase. Unele credințe creaționiste implică forțe închipuite, care se află în afara naturii, precum intervenția supranaturală și de cele mai multe ori nu permit predicții. Prin urmare, acestea nu pot fi confirmate sau infirmate de către oamenii de știință. Totuși, multe dintre credințele creaționiste pot fi încadrate ca predicții testabile despre fenomene cum ar fi vârsta Pământului, istoria sa geologică și originile, distribuția și relaționarea organismelor vii ce pot fi găsite pe el. Protoștiința a incorporat elemente ale acestor credințe, dar pe măsură ce știința s-a dezvoltat, aceste credințe au fost infirmate gradual și înlocuite cu înțelegeri bazate pe dovezi acumulate și reproductibile, care permit adesea predicții corecte ale rezultatelor ulterioare. Unii oameni de știință, precum Stephen Jay Gould, consideră știința și religia ca fiind două domenii compatibile și complementare, cu autorități în arii distincte ale experienței umane, așa-numitele „non-overlapping magisteria”. Acest punct de vedere este adoptat de mulți teologi, care cred că originile și sensul ultim sunt adresate de religie, însă optează pentru explicațiile științifice verificabile ale fenomenelor naturale în locul credințelor creaționiste. Alți oameni de știință, precum Richard Dawkins, resping ideea de "non-overlapping magisteria" și argumentează că metoda științifică, respingând interpretările literale creaționiste, subminează textele religioase ca sursa de adevăr. În ciuda acestei diversități de opinii și din moment ce credințele creaționiste nu sunt susținute de dovezi empirice, consensul științific este că orice încercare de a preda creaționismul ca știință ar trebui respinsă.
Fundația creștină BioLogos declară că în mod clar teoria evoluției nu este o teorie intrată în criză epistemică.

## Poziții oficiale față de teoriile creaționiste
- Creaționismul este religie, nu știință, și nu poate fi predat în sălile de clasă ale școlilor publice, deoarece ar propaga o teologie de stat, lucru interzis de Constituție, așa cum a decis în 1987 Curtea Supremă a Statelor Unite ale Americii.[30]
- Decizia Consiliului Europei. Parlamentarii Consiliului Europei au decis, cu 48 de voturi și 25 împotrivă, să ceară statelor membre să se opună ferm predării în școli a teoriei creaționiste ca disciplină științifică. Creaționismul neagă evoluția speciilor prin selecția naturală și nu poate fi pus pe picior de egalitate cu evoluționismul, se arată în rezoluția adoptată joi, 4 octombrie 2007, de Adunarea Parlamentară a Consiliului Europei (APCE)[31]

## Răspândirea creaționismului
Creaționismul a fost pentru o lungă perioadă de timp un fenomen aproape exclusiv american. Dar astăzi, ideile creaționiste s-au răspândit în multe state din cele 47 membre Consiliului Europei: Belgia, Franța, Germania, Grecia, Italia, Olanda, Polonia, Rusia, Serbia, Spania, Suedia, Elveția, Turcia și Marea Britanie”, se arată în raportul d-nei Brasseur.